# Yuri
Yuri (百合?), anche conosciuto con la costruzione wasei-eigo Girls Love (ガールズラブ?, gāruzu rabu), è un termine giapponese che indica comunemente relazioni omosessuali tra donne o ragazze in anime, manga e altri media giapponesi. Il genere yuri enfatizza sia la parte sessuale sia quella romantica-emotiva delle relazioni tra donne, ma, nella cultura occidentale, quest'ultimo aspetto viene scisso e chiamato shōjo-ai; il suo corrispondente maschile è yaoi.

## Etimologia

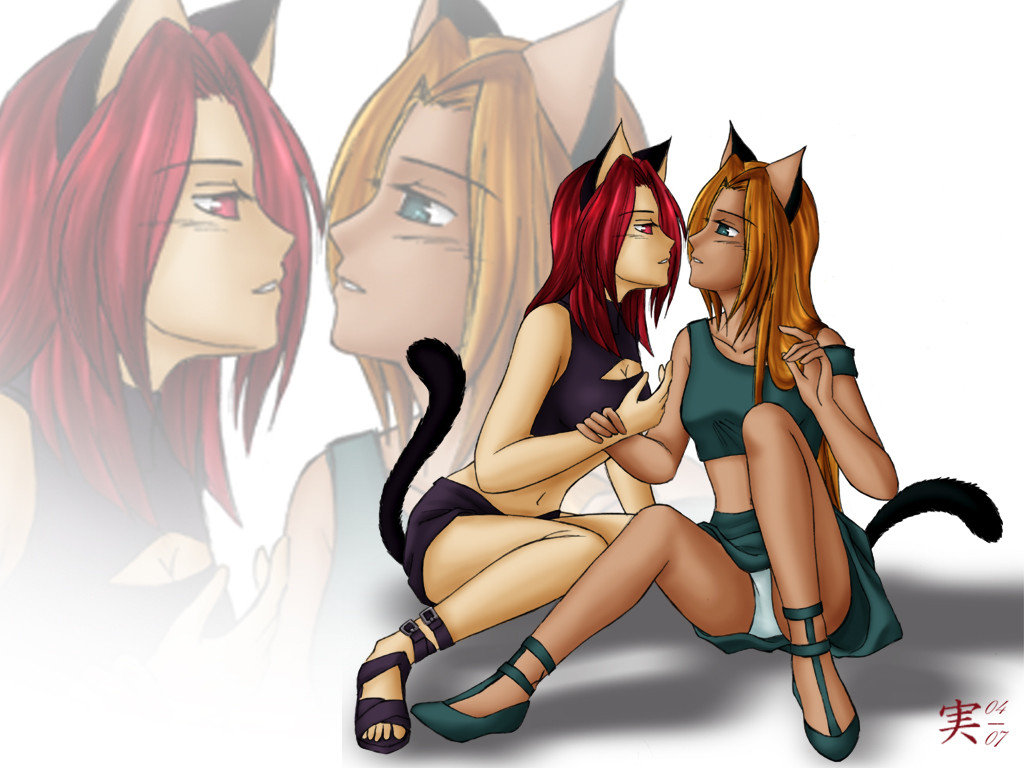
Esempio di Yuri-Art

Il termine yuri usato per riferirsi puramente all'omosessualità femminile nasce nel 1971, dopo la creazione di uno spazio nella rivista per uomini gay Barazoku dedicato solamente alle coppie lesbiche, chiamato Yurizoku no Heya (lett.: stanza della tribù dei gigli). Itō Bungaku, al tempo caporedattore della rivista, scelse il nome yuri poiché il giglio era considerato "simbolo per eccellenza del narcisismo", ma il giglio bianco in realtà ha sempre mantenuto il suo significato di purezza, e per secoli è stato attribuito alle donne, sin dai tempi del Periodo Meiji. Il termine yuri divenne poi popolare tra i giovani lettori di manga negli anni '90, ma solo all'inizio del 2000 venne riconosciuto come vero e proprio termine letterario. In Occidente lo yuri è puramente inteso come "pornografia a sfondo lesbico", per questo motivo viene utilizzato il termine "shōujo-ai" (letteralmente "amore fra ragazze") per definire i manga che trattano relazioni saffiche.
In tale sito, appunto, si legge:
(Yurikon)
Nel 2005, durante la convention Yuricon presso Tokyo, Itō Bungaku è tornato ad esprimersi a proposito della creazione del termine, sottolineando ancora una volta come le sue origini siano legate al mondo degli hentai, sebbene poi il termine yuri sia divenuto sinonimo di tutto ciò che riguarda la rappresentazione dell'amore, del desiderio e dell'attrazione fra donne, nel mondo mediatico. Infatti, va sottolineato come con il trascorrere del tempo esso abbia assunto anche valore di aggettivo, quale sinonimo di omosessuale, in chiave ovviamente femminile.

## Uso moderno

### Uso in Giappone
In giapponese, il termine Yuri è, come già detto, favorito a Shōjo-ai. Questi due termini sono stati erroneamente tradotti in occidente come "amore fra ragazze", ma hanno invece un significato più ben più profondo.
La costruzione in wasei-eigo Girls Love (ガールズラブ?, gāruzu rabu, spesso abbreviata in GL) è a sua volta largamente utilizzata. Va anche detto che nessuno dei termini citati è utilizzato dalle ragazze omosessuali o bisessuali giapponesi per descrivere se stesse, che invece usano i prestiti linguistici dall'inglese lez (レズ?, rezu), o lesbian (レスビアン?, rezubian), oppure utilizzano parole appartenenti al gergo omosessuale, come nabe.

### Uso in Occidente
L'uso del termine yuri in occidente è cresciuto negli ultimi anni, sebbene tuttora sussista la classica distinzione fra yuri, che denota quel genere di anime e manga in cui è chiaramente presente la componente sessuale del rapporto, e shōjo-ai, inteso invece come un genere più leggero e romantico, dove le relazioni sono rappresentate in maniera platonica e la componente sessuale è quasi del tutto assente.
In internet, il termine "shoujo-ai" è spesso favorito al più corretto "yuri", per motivi esclusivamente pratici: lo spettro di risultati forniti dai vari motori di ricerca risulta infatti notevolmente più ristretto e preciso nel caso si utilizzi il primo termine, piuttosto che il secondo. Per lo stesso motivo viene preferita la versione tradizionale del sistema di traslitterazione Hepburn, in cui 少女愛 viene traslitterato come "shoujo-ai" e non come "shōjo-ai". Ad ogni modo, entrambe le versioni sono corrette, anche se viene preferita quest'ultima.

## Plot yuri

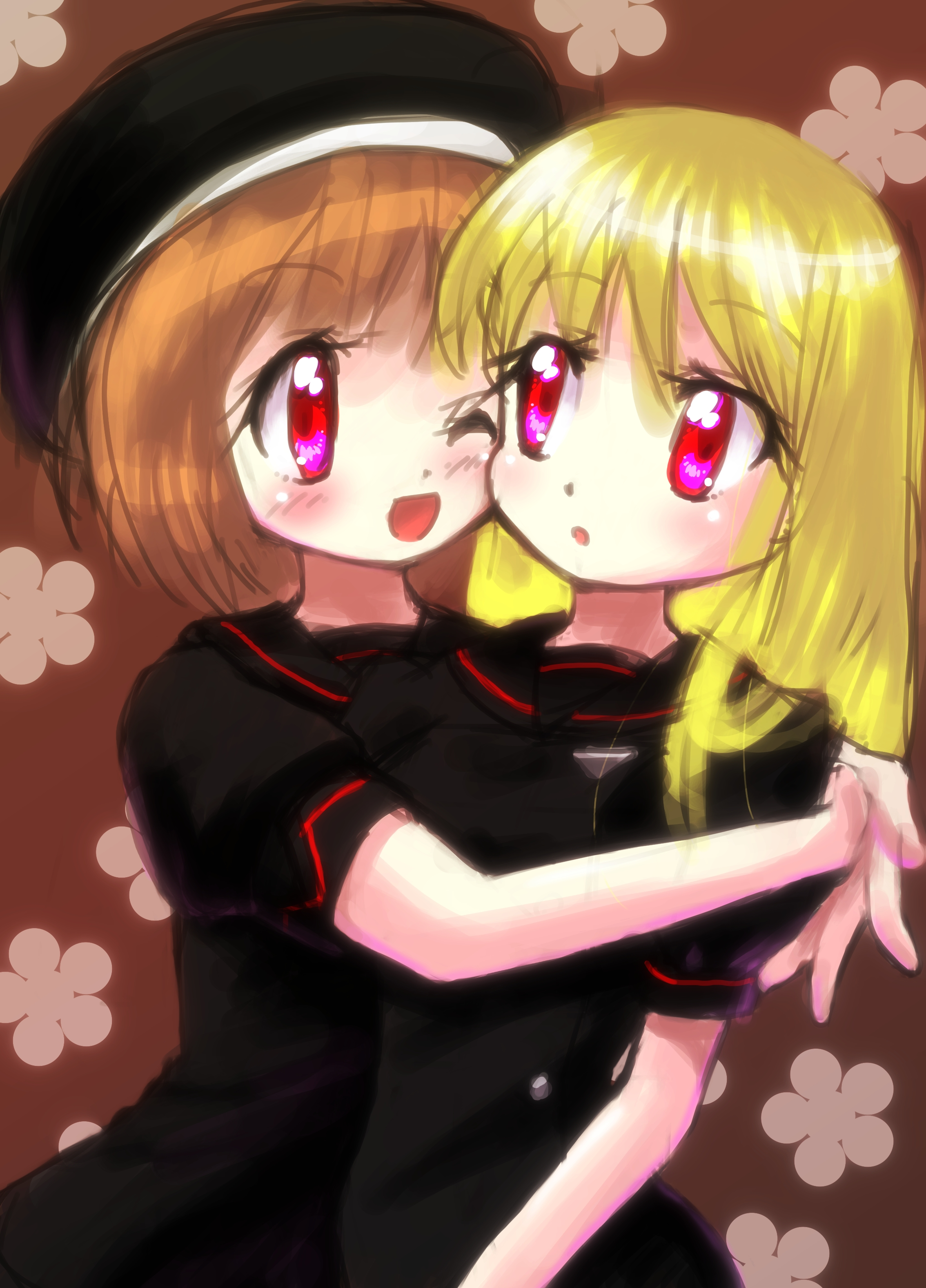
Esempio di Arte Yuri. Le storie d'amore tra le studentesse sono comune nelle opere Yuri.

Molti fan del genere amano lo yuri per la sua capacità di distorcere e stravolgere i ruoli tipici degli altri genere di anime: una delle caratteristiche particolarmente apprezzate è, infatti, quella di mostrare personaggi femminili che ricoprono un ruolo più deciso, meno sottomesso, rispetto a quanto avviene altrove. Ciò che spesso, invece, viene criticato al genere è il fatto che, soprattutto in passato, la maggior parte delle sue storie finivano con il tramutarsi in vere e proprie tragedie.
Questa tendenza non sembra più rappresentare la regola del genere, soprattutto grazie a Kannazuki no miko, primo anime yuri a chiudersi con un lieto fine fra le due protagoniste e, pertanto, considerato una vera e propria pietra miliare del genere.
Ad ogni modo, quando si parla di yuri, bisogna tener conto di come le relazioni sociali giapponesi siano molto diverse da quelle occidentali. L'attrazione per persone dello stesso sesso, soprattutto nell'età adolescenziale è ritenuta naturale in Giappone, più che in Occidente. L'infatuazione, lo scambio di doni, il confondere l'ammirazione per una persona più grande che assume il ruolo di idolo per qualcosa di diverso, e per concludere addirittura baci (soprattutto fra le ragazze) e carezze sono considerate norma nella vita scolastica dei giapponesi. Recenti studi sociologici hanno concluso che questo, comunque, non conduce a diffuse sperimentazioni sessuali giovanili (specialmente in paragone con gli USA e il Regno Unito).
Va comunque detto, tuttavia, che per i giapponesi tali atteggiamenti rientrano nella serie di esperienze giovanili - sessuali e sentimentali - che hanno solitamente termine con il raggiungimento dell'età adulta. Tale traguardo, di solito, coincide con il matrimonio, che rappresenta l'atto pubblico di presa di coscienza della propria identità e della propria condizione di adulti. Per tale motivo, tanto gli omosessuali, quanto gli adulti non sposati sono visti come delle persone problematiche e addirittura possono trovarsi oggetto di discriminazione, soprattutto nel mondo del lavoro e, a dispetto dell'abbondanza di personaggi e situazioni omosessuali in anime e manga, l'omosessualità in Giappone va tuttora incontro ai problemi di accettazione tipici di ogni altra società moderna.
Discorso diverso viene fatto per quelle persone che, pur continuando la loro vita sessuale e addirittura sentimentale, pur essendo dichiaratamente omosessuali, decidono ugualmente di sposarsi. In tal caso, ogni forma di discriminazione sembra decadere, sebbene ciò possa sembrare ovviamente un non-sense. Un particolare esempio di questa situazione lo si può trovare in Maria-sama ga miteru, in particolare nei due cugini Sachiko e Kashiwagi.
Da notare, inoltre, come l'identità sessuale in anime e manga sia di solito poco legata ai gusti sessuali personali dei singoli personaggi e si basi soprattutto sul mondo in cui tali personaggi interagiscono fra loro. Gli anime e manga del genere Shōjo, in particolare, sono rinomati per la presenza frequente di personaggi bisessuali, o il cui orientamento sessuale risulta ambiguo, quando addirittura non definito.
Oltre, comunque, alla vita scolastica (dove le relazioni yuri sono spesso legate al concetto onēsama/kōhai e che ritroviamo in anime e manga come Marimite o anche Gokujō Seitokai) e alle relazioni sociali, altre storie yuri solitamente coinvolgono personaggi che non hanno avuto in precedenza esperienze romantiche o sessuali di tipo omosessuale, o addirittura personaggi eterosessuali che si ritrovano attratti da una particolare ragazza e che a partire da ciò iniziano a rivalutare tutta la loro vita e le loro relazioni sociali sotto una nuova ottica, come accade a Yoshida Chizuru in HEN o ancora ad Utena Tenjō in Utena la fillette révolutionnaire (Shōjo kakumei Utena).
A proposito di Utena, va detto che tale personaggio rappresenta anche lo stereotipo bishōnen, esattamente come personaggi più famosi quali Lady Oscar, Asaka Rei in Caro fratello e soprattutto Haruka Ten'ou in Sailor Moon.
Oltre a ciò, va ricordato come soprattutto negli ultimi anni si sia sviluppata una vera e propria moda che vede personaggi yuri, spesso stereotipati, utilizzati in anime di genere diverso (soprattutto shōnen) per attirare un pubblico più largo. Solitamente, tali personaggi sono utilizzati per attirare audience maschile e in tal caso sono oggetto di fanservice.
Per concludere, va anche ricordata la presenza di numerose relazioni yuri che rimangono in ombra o relegate su un piano secondario e che spesso accendono le fantasie degli otaku senza rivelare poi nei fatti nulla di ufficiale. In tal proposito vengono utilizzati i termini canon e subtext, largamente diffusi nel fandom yuri e yaoi. L'esempio forse più eclatante di relazione canon, in ambito yuri, è quella che coinvolge Haruka Ten'ou e Michiru Kaiou. In un'intervista concessa dopo la produzione dell'anime Sailor Moon, Megumi Ogata - la seiyu giapponese che ha doppiato Haruka - ha affermato che quando chiese al direttore Kunihiko Ikuhara in che modo doppiare il suo personaggio, soprattutto in funzione di Michiru, lo stesso Ikuhara le rispose chiaramente di comportarsi come se le due fossero state sposate.
Anche il tema dell'amore non corrisposto è spesso presente negli anime e nei manga del genere yuri. Uno degli esempi ritenuti più eclatanti coinvolge Tomoyo Daidoji e Sakura Kinomoto dal manga e dall'anime Card Captor Sakura. Altro esempio piuttosto conosciuto è rappresentato da Yami to Bōshi to Hon no Tabibito, o più semplicemente "YamiBou": Hazuki, la protagonista, è a tal punto innamorata di Hatsumi da affrontare un vero e proprio viaggio ultradimensionale alla ricerca dell'altra, sebbene i suoi sentimenti non siano corrisposti.

## Storia
Tentare di dare un ordine, in chiave cronologica al genere è qualcosa di molto complicato, tuttavia vanno sicuramente ricordate alcune date che, in qualche modo, rappresentano importanti punti di svolta per la crescita dello yuri.
- 1919, viene pubblicato il romanzo Yaneura no nishojo (屋根裏の二處女 "Due vergini in soffitta", 1919) di Nobuko Yoshiya, pioniera della letteratura lesbica giapponese, incluso il genere "S" o "Esu" (エス).
- 1957, viene pubblicato Sakura namiki di Makoto Takahashi, considerato da molti il precursore del genere yuri.
- 1971, viene pubblicato Shiroi heya no futari, probabilmente il primo manga che presenta un amore yuri, sebbene a senso unico e destinato a tramutarsi in tragedia.
- 1972/1973 - 1979, anni in cui è pubblicato Lady Oscar (Versailles no bara): le prime due date si riferiscono al manga, la seconda all'anime. Sebbene tale lavoro non presenti nulla di esplicito, la protagonista è la figlia del capo delle guardie della reggia di Versailles e vive buona parte della sua vita come se fosse un uomo. Non avendo figli maschi, il padre decide di crescerla come un ragazzo e sebbene Oscar sia chiaramente eterosessuale, è tuttora considerata un personaggio chiave perché rappresenta una delle prime donne, in anime e manga, che possono essere ricondotte allo stereotipo bishōnen. Va anche detto che Lady Oscar è una delle protagoniste più amate dai fan del genere yuri delle origini.
- 1994, anno in cui compaiono Haruka Ten'ou e Michiru Kaiou nella serie Sailor Moon S. Sebbene per molto tempo la loro relazione sia stata considerata non ufficiale da molti fan, due interviste dell'autrice Naoko Takeuchi concesse anni dopo hanno reso le due ragazze, a tutti gli effetti, una coppia canon.
- 1996/1997, compaiono il manga e poi l'anime di La rivoluzione di Utena. Le due protagoniste, Utena ed Anthy, sono ritenute punto di svolta per il genere perché rappresentano la prima coppia non stereotipata del mondo yuri.
- 2003/2004 vedono la comparsa di Maria-sama ga miteru, lavoro ritenuto fondamentale e punto di svolta per il genere, perché rappresenta uno dei primi lavori di yuri puro, per utilizzare la terminologia del sito Yurikon. Tutto in chiave psicologica, privo di azione, focalizza tutta la sua attenzione sull'introspezione delle protagoniste ed è chiaramente rivolto ad un pubblico femminile.
- 2004, esce Kannazuki no Miko, ritenuto ad oggi uno dei lavori più importanti per il genere, perché presenta per la prima volta un lieto fine fra le due protagoniste.
- 2005, è l'anno della dichiarazione pubblica di Shizuru Fujino a Natsuki Kuga in Mai-HiME. Pur non essendo il primo "Ti amo!" in chiave yuri, rappresenta però il primo coming out yuri pubblico in un anime.
- 2006, è l'anno di Simoun e di Strawberry Panic!, due lavori che si affermano al pubblico per ciò che rappresentano, senza mezzi termini o tentativi di nascondersi dietro cliché. Entrambi i titoli rappresentano il primo esempio di yuri dove ben poco viene lasciato alla speculazione del fandom, determinato il fatto che tutte le relazioni omosessuali fra le protagoniste sono pubbliche e non velate, come avveniva nei lavori precedenti.

## Terminologia
Canon
È il termine che viene utilizzato per riferirsi alle coppie esplicite, ufficialmente confermate. Con il passare del tempo, soprattutto all'interno del fandom è diventato un aggettivo utilizzato per quei rapporti fra personaggi legati evidentemente da un sentimento romantico, benché da parte degli ideatori dell'opera non vi sia alcuna conferma né smentita dell'esistenza di un simile legame.
Per estensione, sebbene teoricamente rientrino nel campo del subtext, viene utilizzato spesso anche per quelle coppie che, pur non mostrando all'interno della serie alcun tipo di atteggiamento che dia conferma all'esistenza di una vera e propria relazione sentimentale - come ad esempio espressioni pubbliche d'affetto, baci, abbracci e quant'altro - agiscono e si comportano perfettamente come fossero una coppia vera e propria.
Un esempio di quest'ultimo utilizzo è rappresentato da Shizuru e Natsuki in Mai-Otome.
Subtext
Letteralmente "ciò che sta dietro il testo". Viene utilizzato dai fan yuri per indicare tutti quei rapporti che potrebbero indicare una relazione sentimentale fra i due personaggi presi in oggetto, ma nello stesso tempo potrebbero anche indicare una comune amicizia.
Un esempio di ciò lo ritroviamo in Mireille e Kirika, personaggi di Noir.
Doujinshi
O anche Dōjinshi (同人誌). Con questo termine ci si riferisce, di solito, a tavole e pubblicazioni amatoriali - più o meno di qualità - disegnate dai fan basandosi su manga, anime e novelle originali. Solitamente, le doujinshi sono delle parodie delle serie ufficiali, ma non di rado possono anche essere delle storie alternative alle serie vere e proprie.
Negli ultimi anni, il fenomeno delle Doujinshi ha assunto dimensioni sempre maggiori, grazie soprattutto alla possibilità di pubblicare e far conoscere i propri lavori attraverso internet.
Ojou-sama
È un genere di personaggio elegante e raffinato, spesso di nobili natali, o comunque altolocato. È abile in tutto quello che fa, e per questo motivo è amata ed ammirata da tutti. Presenta un carattere molto deciso, ed incarna il prototipo di una vera e propria donna di classe. Un esempio è rappresentato da Sachiko in Maria-Sama Ga Miteru, o da Chikane in Kannazuki no Miko.
Moekko
È un genere di personaggio molto comune nel genere yuri, e molto spesso si accompagna alla Ojou-sama. È un'ordinaria ragazzina dal carattere timido ed insicuro, che non ha nessuna caratteristica in particolare, a parte l'ingenuità che accompagna sempre il suo carattere titubante. Per via di combinazioni del destino, incappa quasi sempre in un'Ojou-sama, della quale diventa il perfetto contraltare. Un esempio è rappresentato da Yumi in Maria-Sama Ga Miteru o da Nagisa in Strawberry Panic!.

## Pubblicazioni Yuri
Attualmente, in Italia c'è molta disinformazione al riguardo dello yuri. A differenza del corrispondente maschile yaoi, è quasi del tutto sconosciuto e le poche serie che presentano coppie omosessuali femminili giunte in Italia sono andate incontro ad un'ampia e spesso feroce censura. L'esempio più chiaro ed evidente di ciò è rappresentato, com'è ovvio intuire, proprio dalla versione italiana dell'anime Sailor Moon.

### Mangaeanime
- 2x2 = Shinobu-den
- Akuma no Riddle
- Angel Dust
- Aoi Hana
- Battle athletes daiundōkai (serie televisiva)
- Battle athletes daiundōkai (OAV)
- Bloom Into You
- Blue Drop
- Blue Friend
- Candy Boy
- Caro fratello
- Chirality
- Citrus
- Claudine
- Free Soul
- Girl Friends
- Gokujyo Drops
- Hana no iro
- HEN
- Hitohira
- ICE
- Indigo Blue
- Inugami-san to Nekoyama-san
- Kannazuki no miko
- Kashimashi ~Girl Meets Girl~
- Kuttsukiboshi
- La rivoluzione di Utena
- Love DNA XX
- Love My Life
- LOVE VIBES
- Maka-Maka
- Maria-sama ga miteru
- Miyuki nel paese delle meraviglie
- Maria Holic
- Netsuzou Trap
- Octave
- Otome wa boku ni koishiteru
- Pietà
- Sakura Trick
- Sasameki Koto
- Shiroi heya no futari
- Shojo sect
- Simoun
- Seven Mortal Sins
- Sono hanabira ni kuchizuke o
- Strawberry Panic!
- Strawberry Shake
- The Sword of Paros
- Tokimeki mononoke jogakuen
- Tokyo: After Hours
- Watashi ni Tenshi ga Maiorita!
- Yami to bōshi to hon no tabibito
- Yui Shop
- Yuru Yuri

- Yuri Is My Job!

- "Tamen De Gushi"

### Magazine
- Comic Yuri Hime
- Yuri Shimai
- Yuri Tengoku Anthology

### Webcomics
- El Goonish Shive
- Flipside
- Girly
- The Lounge

## Serie con elementi Yuri

### Elementi yuri
- L'Attacco dei Giganti (Ymir)
- Bleach (Chizuru Honsho)
- Canaan (Lian Qi)
- Code Geass: Lelouch of the Rebellion (Nina Einstein)
- Durarara!! (Mairu, Kururi, Mika, Namie)
- Gokujō Seitokai (Kaori)
- Hyakko (Andō-san)
- Karin (Anju)
- Kodomo no Jikan (Kuro Kagami)
- Kyōshirō to Towa no Sora (Kaon, Himiko, Mika, Kozue)
- Loveless (Kouya, Yamato)
- Mai-HiME (Shizuru, Yukino, Natsuki)
- Mai-Otome (Shizuru, Natsuki, Tomoe, Erstin)
- Mawaru-Penguindrum (Yuri Tokikago)
- Negima (Setsuna Sakurazaki, Konoka Konoe)
- Noir (Chloe)
- Red Garden (Paula)
- RG Veda (Kendappa-ō, Sōma)
- Sailor Moon (Haruka Ten'ou e Michiru Kaiou)
- A Certain Scientific Railgun (Shirai Kuroko + Misaka Mikoto)
- A Certain Magical Index (Shirai Kuroko + Misaka Mikoto)
- A Certain Magical Index XX (Shirai Kuroko + Misaka Mikoto)
- Ikki Tousen: Great Guardians (Ryofu + Kanu)
- Kanaduki no miko (Chikane + Himeko)

### Elementi ambigui
Segue una lista di serie o manga di genere differente contenente personaggi ambigui, ritenuti yuri dai fan del genere.
- .hack//SIGN (componente yuri del tutto atipica, dovuta alla natura del personaggio Tsukasa)
- Ali Grigie (Reki, Rakka)
- Aquarion (Tsugumi Rosenmeier)
- Bleach (Soifon, Yoruichi)
- Card Captor Sakura (Tomoyo, Sonomi)
- Fairy Tail (Ultear, Meredy, Cana, Chelia, Flare, Kyouka, Sayla)
- Full Metal Panic! The Second Raid (Yu Fan, Yu Lan)
- Keroro (Koyuki Azumaya)
- Mermaid Melody Pichi Pichi Pitch (Black Beauty Sisters)
- Mnemosyne (Rin, Mimi)
- Puella Magi Madoka Magica (Kyoko Sakura, Sayaka Miki - Homura Akemi, Madoka Kaname)
- Uta∽Kata (Manatsu, Ichika, Satsuki, Keiko)
- Venus Versus Virus (solo il manga)
- Nana  (Hachiko, Nana)
- Hellsing (quasi tutti i personaggi femminili)
- Akebi-chan no Sailor-fuku (Kizaki Erika)
- Hibike! Euphonium (Kousaka Reina, Oumae Kumiko, e probabilmente altre studentesse)
- Lycoris Recoil (Inoue Takina, Nishikigi Chisato)

## Travestitismo
Segue una lista di personaggi femminili che vivono o si comportano come uomini in anime e manga.
- Zaffiro, da La principessa Zaffiro
- Oscar, da Lady Oscar
- Ukyo Kuonji, da Ranma ½
- Rei, detta SaintJust, da Caro fratello
- Okuzaki Akira, da Mai-HiME e Mai-Otome
- Sora Wakanae, da F. Compo
- Haruhi-chan, da Host Club - Amore in affitto
- Yagyu Kyubei, da Gintama
- Integra Hellsing, Seras Victoria, Heinkel Wolfe, Yumiko Takagi, Rip Van Winkle e Zorin Blitz da Hellsing

## Manifestazioni yuri
- Yuricon